# Картікамі
Картікамі (груз. კარტიკამი) — село в Грузії.
За даними перепису населення 2014 року в селі проживає 1695 осіб.